# Eva Þengilsdóttir

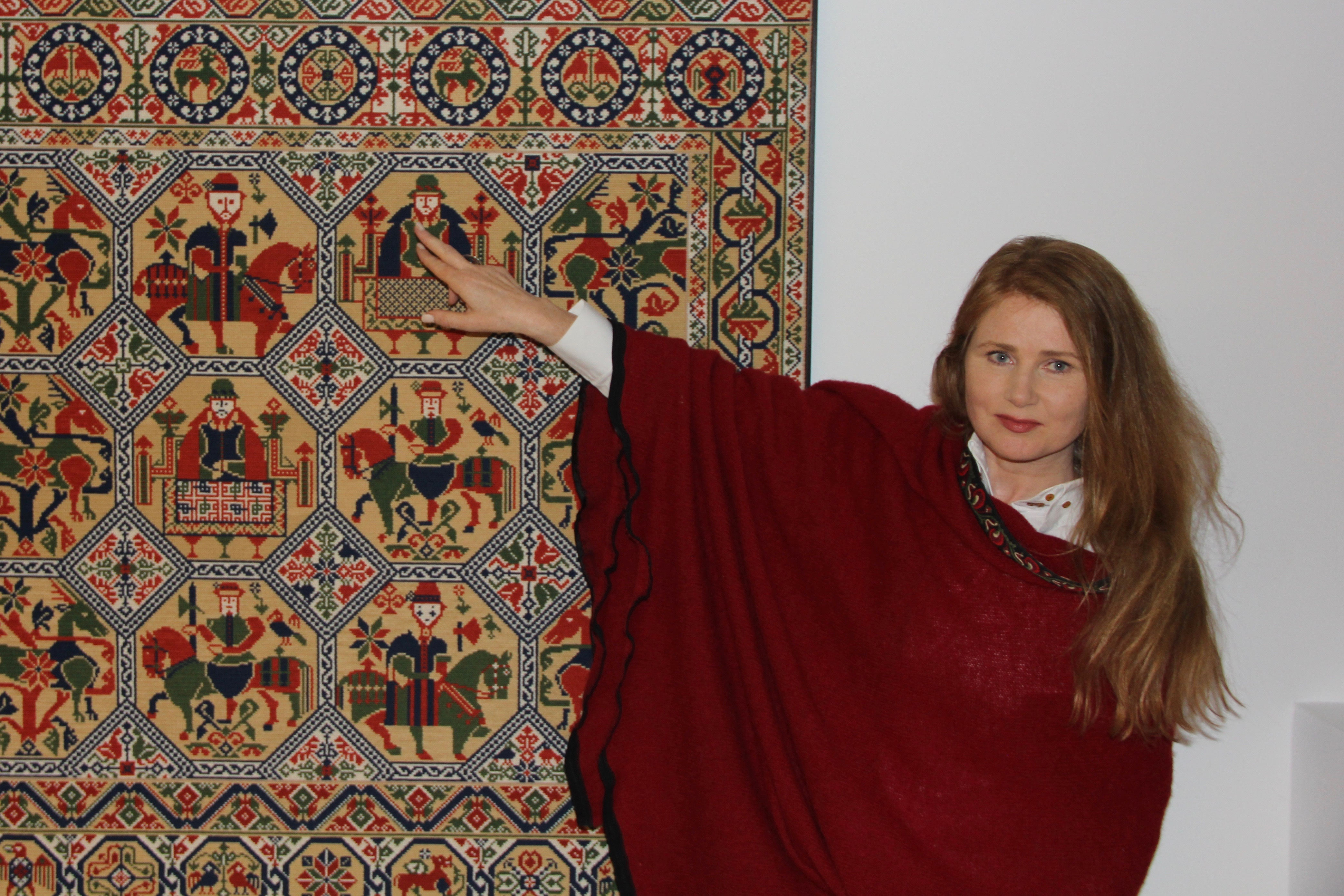
Eva Þengilsdóttir (2018)

Eva Þengilsdóttir (transkribiert Eva Thengilsdottir; * 1966 in Reykjavík) ist eine isländische Künstlerin und Kinderbuchautorin.

## Leben, Kunst und Literatur
Eva Þengilsdóttir wurde in der isländischen Hauptstadt Reykjavík geboren. Sie wuchs im Fischerdorf Vopnafjörður im Osten Islands auf.
Nach ihrem Schulabschluss in Akureyri studierte sie zunächst Hotel- und Tourismuswesen im schweizerischen Glion. Später erlangte sie den Titel einer cand. oecon. sowie einer Master of Public Administration von der Universität Island in Reykjavík. Anschließend machte sie einen Abschluss im Advanced Management Program der IESE Business School der Universität Navarra.
Eva Þengilsdóttir war bereits seit frühen Jahren als Künstlerin tätig. Sie hat mit ihren Arbeiten an einigen Ausstellungen in Island und im Ausland teilgenommen. Daneben veranstaltet sie Kunst-Workshops für Kinder. Mit ihrem Werk engagiert sie sich besonders für Frieden und Kinder, unter anderem bei den Vereinten Nationen in Genf und für die in Genf ansässige Nichtregierungsorganisation Graines de Paix.
Daneben schreibt sie Kinderbücher. Ihre 2014 veröffentlichte Abenteuergeschichte Nála. Riddarasaga. ('Nála. Ein Rittermärchen.') über Kämpfen und Frieden schließen wurde im selben Jahr für den isländischen Literaturpreis nominiert. Die Illustrationen für das Buch sind vom „Ritterteppich“ (Riddarateppi) inspiriert. Die ursprünglich als Überdecke (rúmábreiða) geschaffene Arbeit wird seit 1870 als Wandteppich im isländischen Nationalmuseum verwahrt. Sie wurde mit dem traditionellen isländischen Kreuzstich wahrscheinlich um das Jahr 1700 bestickt. 2018 erschien das Buch auf Deutsch.

## Bücher
- Ykkar einlæg. 2012 (über Ragnheiður Jóhannesdóttir, ihre Großmutter väterlicherseits)[1]
- Gerðu eins og ég. 2012
- Nála. Riddarasaga. 2014
  - deutsch: Nála. Ein Rittermärchen. Aus dem Isländischen von Gisa Marehn. Berlin: Kullerkupp Kinderbuch Verlag 2018, ISBN 978-3-947079-07-0.[2]
- Iceland – square by square. 2017

## Privatleben
Eva Þengilsdóttir ist mit dem isländischen Diplomaten Martin Eyjólfsson (* 1971) verheiratet. Er ist zurzeit isländischer Botschafter in Berlin. Das Paar hat drei Kinder.